# Tarangwa
Tarangwa (tiếng Thái: ตารางวา) hoặc waa vuông là một đơn vị đo diện tích sử dụng ở Thái Lan để đo diện tích đất. Tarangwa được định nghĩa là diện tích một hình vuông mỗi cạnh đo được đúng 1 waa (2 mét), tức bằng 4 m².
Mặc dù kích thước của tarangwa hiện nay chính xác bắt nguồn từ mét, nhưng nó không thuộc hệ mét hiện đại là hệ đo lường quốc tế SI và cũng không được SI công nhận.
Một waa vuông bằng 1/100 ngaan hoặc 1/400 rai, tức 1/25 a.